# Ley que establece el régimen de protección de los conocimientos colectivos de los pueblos indígenas vinculados a los recursos biológicos
La Ley que establece el régimen de protección de los conocimientos colectivos de los pueblos indígenas vinculados a los recursos biológicos es una norma peruana aprobada el 24 de julio del 2002 diseñada para registrar y proteger la sabiduría tradicional.
La norma establece el reconocimiento por parte del Estado peruano el derecho y la facultad de los pueblos y comunidades de decidir sobre sus tradiciones y conocimientos colectivos; donde por conocimiento colectivo se entiende el conocimiento acumulado y transgeneracional desarrollado por los pueblos y comunidades indígenas respecto a las propiedades, usos y características de la diversidad biológica. Esta Ley establece un régimen especial de protección de los conocimientos colectivos de los pueblos indígenas vinculados a los recursos biológicos, que no afectará el intercambio tradicional entre pueblos indígenas de los conocimientos colectivos protegidos bajo este régimen. Por ser parte de su patrimonio cultural, los derechos de los pueblos indígenas sobre sus conocimientos colectivos son inalienables e imprescriptibles.
Estos materiales informativos han sido elaborados dentro del marco de la Ley que establece la protección de los conocimientos colectivos de los pueblos indígenas vinculados a los recursos biológicos, Ley 27811 y el Protocolo de Nagoya, los cuales señalan que cualquiera que quiera acceder y utilizar los conocimientos colectivos o tradicionales de los pueblos originarios, debe contar con el consentimiento informado previo de los mismos y, además, estos pueblos puedan obtener beneficios justos y equitativos que se deriven del uso de sus conocimientos.

## Definición

### Pueblos indígenas
Son pueblos originarios que tienen derechos anteriores a la formación del Estado peruano, mantienen una cultura propia, un espacio territorial y se auto reconocen como tales. En éstos se incluye a los pueblos en aislamiento voluntario o no contactados, así como a las comunidades campesinas y nativas.

### Conocimiento colectivo
Conocimiento acumulado y transgeneracional desarrollado por los pueblos y comunidades indígenas respecto a las propiedades, usos y características de la diversidad biológica. El componente intangible contemplado en la Decisión 391 de la Comisión del Acuerdo de Cartagena incluye este tipo de conocimiento colectivo.

### Consentimiento informado previo
La organización representativa de los pueblos indígenas poseedoras de un conocimiento colectivo, de conformidad con las normas por ellos reconocidas, para la realización de determinada actividad que implique acceder y utilizar dicho conocimiento colectivo, previo suministro de suficiente información relativa a los propósitos, riesgos o implicancias de dicha actividad, incluyendo los eventuales usos del conocimiento y, de ser el caso, el valor del mismo.

## Objetivos
Los objetivos de la ley son:
- Promover el respeto, la protección, la preservación, la aplicación más amplia y el desarrollo de los conocimientos colectivos de los pueblos indígenas
- Promover la distribución justa y equitativa de los beneficios derivados de la utilización de estos conocimientos colectivos.
- Promover el uso de estos conocimientos en beneficio de los pueblos indígenas y de la humanidad.
- Garantizar que el uso de los conocimientos colectivos se realice con el consentimiento informado previo de los pueblos indígenas.
- Promover el fortalecimiento y el desarrollo de las capacidades de los pueblos indígenas y de los mecanismos tradicionalmente empleados por ellos para compartir y distribuir beneficios generados colectivamente, en el marco del presente régimen.
- Evitar que se concedan patentes a invenciones obtenidas o desarrolladas a partir de conocimientos colectivos de los pueblos indígenas del Perú, sin que se tomen en cuenta estos conocimientos como antecedentes en el examen de novedad y nivel inventivo de dichas invenciones.